# Franciszek Dyzert
Franciszek Dyzert (ur. 23 stycznia 1892 w Brzezinie, zm. 23 kwietnia 1945 w Poznaniu) – polski działacz śpiewaczy, stolarz.

## Życiorys
Rodzina wyemigrowała do Westfalii, gdzie od młodych lat działał w lokalnym, polskim ruchu śpiewaczym. Jednocześnie zdobył zawód stolarza. Po 1919 przeprowadził się do Poznania, gdzie mieszkał przy ul. Grobla 6 i prowadził własną Stolarnię Budowlaną Mebli i Urządzeń Składowych przy ul. Wielkie Garbary 99. Działał również na rzecz reemigrantów z Westfalii i Nadrenii, którzy osiedlali się w Poznaniu. Opracował Statut Koła Śpiewackiego im. Moniuszki w Poznaniu. 7 stycznia 1923 wybrano go wiceprezesem tego Koła, a od 1924 do 1933 był w nim prezesem zarządu. Okres jego prezesury był czasem rozkwitu organizacji, wprowadzenia koncertów radiowych, jak również awansowania chóru do pierwszej kategorii. Był najdłużej urzędującym prezesem Koła w okresie międzywojennym. Prowadził odczyty i wykłady. W 1926 zlecił wykonanie jednolitej odznaki organizacyjnej. W 1927 przedstawił projekt budowy własnej sali koncertowej, który ostatecznie nie został zrealizowany z przyczyn finansowych wywołanych wielkim kryzysem. Uczestniczył w przygotowaniach do Wszechsłowiańskiego Zjazdu Śpiewaczego w 1929. Działał również w Wielkopolskim Związku Śpiewaczym, gdzie był prezesem Okręgu I (poznańskiego) i skarbnikiem zarządu głównego. Uhonorowano go dyplomem członka honorowego śpiewaczego Związku Westfalsko-Nadreńskiego (1929). W 1933 został członkiem honorowym Koła Śpiewackiego im. Moniuszki w Poznaniu.
W czasie okupacji niemieckiej, z narażeniem życia, ukrył w swojej pracowni stolarskiej materiał nutowy wydawnictw Wielkopolskiego Związku Śpiewaczego, a także składnicę związkową. Uchronił również przed konfiskatą i zniszczeniem zbiory biblioteczne Koła Śpiewackiego im. Moniuszki.
Zmarł wkrótce po usunięciu Niemców z Poznania, osłabiony chorobą płuc. Pochowany 3 maja 1945.

## Odznaczenia
- Brązowy Krzyż Zasługi (11 listopada 1936)[3]
- Odznaka Honorowa Związku Polskich Zespołów Śpiewaczych